# El hacker
El hacker es una serie de 13 capítulos que fue transmitida por Telefe en 2001. Protagonizada por Carlos Calvo. Coprotagonizada por Patricia Viggiano, Rubén Stella, Belén Blanco, Antonella Costa, Nahuel Mutti, Alejo Ortiz y Nicolás Pauls. También, contó con las actuaciones especiales de Boy Olmi y Roly Serrano. Y las participaciones de Jorge Vázquez, Paula Pourtale, Federico Canepa y Martín Adjemián. 
La idea original fue de Sebastián Ortega y producción de Pablo Culell, y la música original era de Emmanuel Horvilleur.

## Sinopsis
Calvo hacía de Próspero, un reconocido hacker argentino que se negó a participar en la guerra de las Malvinas y ahora manipula redes y complejos aparatos tecnológicos mediante el uso de técnicas informáticas de alto nivel. Tras un atentado por parte de grupos privados, Próspero es dado por muerto. Tras ser rescatado por un mendigo, Próspero busca vengarse desenmascarando a la organización político-empresarial a través de sus computadoras con una casilla como refugio y con la ayuda del indigente y reclutas con los que se  comunica anónimamente y va convenciendo de su relato a lo largo de la serie.
La serie duró 13 capítulos sin mucho éxito, las críticas de la extraña acción y del personaje que encarnaba Calvo no generaron seriedad ni suspenso en la miniserie.[cita requerida]
Cabe remarcar que Carlos Calvo había sufrido un accidente cerebrovascular en la realidad y que por eso en la ficción su personaje permanecía sedentario la mayor parte de la tira.

## Elenco protagónico
- Carlos Calvo
- Patricia Viggiano
- Boy Olmi
- Rubén Stella
- Belén Blanco
- Antonella Costa
- Alejo Ortiz
- Nahuel Mutti
- Nicolás Pauls
- Martín Adjemián

## Participaciones especiales
- Palito Ortega
- Moria Casán
- Gerardo Romano
- Luis Luque
- Osvaldo Santoro
- Julieta Ortega
- Emilia Mazer
- Roly Serrano
- Alejandro Awada
- Martín Seefeld
- Walter Quiroz
- Adrián Martel
- Julieta Cardinali
- Sabrina Carballo